# 本山原人
本山原人（もとやまげんじん）は、日本の国立大学である名古屋大学の学生の外見的なイメージを称した言葉。1982年に発行された南山大学の学生によるミニコミ誌『Campus Life 南山』が初出で、1980年代から1990年代にかけて用いられた。

## 語義
本山原人の本山とは、名古屋市営地下鉄の駅である本山駅を指す。本山駅は、2003年12月に名古屋大学駅が完成するまでは名古屋大学の最寄り駅であり、名古屋大学の学生（以下、名大生）は本山駅から四谷通を歩いて名古屋大学へ向かっていた。
原人については、朝日新聞 (1983)は、名大生に共通していた時代遅れのファッション感覚を指すとしている。また、名古屋大学生協学生委員会Me~dia編集部 (2005)は、リュックサックを背負った名大生が前傾姿勢で歩いてたことを指すとしている。

## 特徴
本山原人の特徴について、本山原人という言葉の発祥である南山大学の学生（以下、南山大生）によるミニコミ誌『Campus Life 南山』第12号においては「頭は七三、銀縁メガネ、十年前に流行したチェックのシャツを着て、朝お母さんが持たせてくれた傘を持ち、運動音痴で苦労した苦い思い出がある運動靴を履く」などとされている。また、日本経済新聞 (1984)では「色褪せたジーンズ、チェックのボタンダウンシャツ、くたびれたスニーカーを好み、まじめで遊び下手」とされている。

## 経緯

### 発祥
本山原人の初出は、1982年に発行された南山大生によるミニコミ誌『Campus Life 南山』第12号に掲載された特集である「私は本山原人を見た！！　衝撃の名大潜入ルポ」である。この特集において「これが本山原人だ！！」として垢抜けない流行遅れな身なりをした名大生を皮肉った絵が掲載された。ただし、この特集の半分以上は南山大生である筆者が南山大学のイメージを名大生に聞いて回ったもので、名大生は頭が良いということが強調されたほか、おしゃれな名大生もいると記されていたという。

### 名大生の反応
これを受けて、名古屋大学の学生新聞である『名古屋大学新聞』は反論を行った。『名古屋大学新聞』1982年11月11日付第588号では一面から三面を割いて「文化特集　名大生気質」という特集を組み、一面には「名大生＝”本山原人”！？　あなたはどう思いますか？」という大見出しが組まれた。名大生からは「南山のひがみ」「流行に惑わされないだけ」という反論が寄せられた。また、非常勤講師として南山大学に行っても南山大生と名大生の見分けはつかないという名古屋大学の教員や、名大生と他大学の学生に変わりはないという名古屋大学の近くの喫茶店の店員の意見が寄せられた。ただし、この特集の意図は、当時の名大生の積極性に欠けるイメージを問うことにあり、同紙には学内外の論者からも名大生に積極性やリーダーシップ、自己主張を求める文章が寄せられた。
名古屋大学の学園祭である名大祭で教養部実行委員会が作成していた『名大生白書』の1983年版では本山原人や名大生のファッションに関する質問が行われた。「名大生が本山原人と呼ばれていることをどう思うか」という問いには「あたっている」「ややあたっている」という回答が60パーセントを超えた。また、本山原人という言葉を知らないという回答は5パーセント未満だった。このことから、名古屋大学 (2022)は、名大生のほとんどに本山原人という言葉が普及しており、多くが本山原人という自覚があったとしている。
名古屋大学消費生活協同組合から出版された『名大スピリッツ：名古屋大学を知る本』の「名大用語の基礎知識」において本山原人の項目が掲載された。ここでは本山原人は「♂名大生のこと。」とされ、「純血種は「名古屋大学」と大きく書かれたTシャツを着て繁華街を出かける」とされている。

## 分析
予備校である河合塾の名古屋大学受験クラスのチューターは日本経済新聞の取材に対し、名古屋大学と南山大学への受験希望者の間には気質の違いが見られないが、いちど名古屋大学に入学すると次第に本山原人に染まっていくとし、その理由について、女子学生が少ない点、キャンパスが広すぎる点を挙げている。また、国際基督教大学から名古屋大学の大学院に進学した学生は名古屋大学について、国立大学に共通した暗さがあるとしたほか、名古屋大学はこの地域のエリート校であり、外に出て冒険する気になれないのだろうとしている。

### 名大生のファッションセンス
本山原人という言葉が生まれたころに名古屋大学に入学した作家の堀田あけみは、当時の名大生の服装はジーパンにチェックシャツ、ショルダーバッグが定番で、チノパンを履いていると驚かれたと語っている。また、名古屋大学消費生活協同組合 (1989)は、かつて名大では「チェックのカッターに紺のGパン」という「制服」があったとしている。1983年に発行された『名大生白書』で設けられた「どの程度ファッションに気を配るか」というアンケートの結果では、名大生は他の大学の生徒と比べてファッションに気を配る学生が少なかった。ただし、名古屋大学 (2022)は決定的に大きな差ではないとしている。
毎日新聞 (2004)では、本山原人という言葉に代わり「名大ブランド」という言葉が用いられているとされている。椙山女学園大学の学生が語ったところによると、名大ブランドの定義は「ヨレヨレのもらい物っぽいTシャツかチェックシャツ、下はジーンズ、足元はスニーカーかビーチサンダル」であるという。

## 評価
名古屋大学 (2022)は、『名古屋大学新聞』の反応や、『日本経済新聞』1984年9月23日付朝刊名古屋版に掲載された記事などで名大生の典型的なイメージがやや誇大に強調され、名大生もそれにとらわれていた側面があるとしている。また、大学紛争から10年が経過しており、名大生も自らのアイデンティティを見失いつつあった中で隣の南山大生からイメージを想起されたため『名古屋大学新聞』など名大生も即座に反応したとしている。
本山原人という言葉は1980年代から1990年代にかけて用いられた。しかし、名古屋大学 (2020)は、本山原人が最も栄えた時期は実際には1980年代よりもう少し前かもしれないとしている。